# Scrapter avius
Scrapter avius är en biart som beskrevs av Constance Margaret Eardley 1996. Scrapter avius ingår i släktet Scrapter och familjen korttungebin. Inga underarter finns listade i Catalogue of Life.